# Breda International Airport
Breda International Airport (ICAO: EHSE) is een klein vliegveld gelegen tussen Roosendaal en Etten-Leur, maar is genoemd naar het iets oostelijker gelegen Breda. Het ligt naast de A58, aan de rand van het dorp Bosschenhoofd (ook wel Seppe genoemd). Het vliegveld wordt voor allerlei doeleinden gebruikt zoals zakenvluchten, rondvluchten en (proef)lessen.
Eerder stond het vliegveld bekend als Seppe Airport of Vliegveld Seppe. Die naam maakte op 1 maart 2014 plaats voor de huidige naam. Deze naamswijziging is onderdeel van de verzakelijking van het vliegveld.

## Seppe Airparc
Seppe Airparc is de naam voor de ontwikkeling op het vliegveld van een bedrijventerrein gelegen tussen de A58 en de startbaan. Het bedrijventerrein is bedoeld voor bedrijven die gerelateerd zijn aan de luchtvaart. Naast het bedrijventerrein zijn er plannen voor een nieuw te bouwen terminal die onderdeel is van de verzakelijking van het vliegveld. De verwachting is dat het volledige project begin 2017 is afgerond. Ondanks de naamswijziging van het vliegveld blijft de naam Seppe verbonden met de ontwikkeling van het bedrijventerrein. Seppe is namelijk een bijnaam voor het nabijgelegen Bosschenhoofd.

## Vliegende auto
Breda International Airport huisvest ook de vliegschool van de PAL-V, de vliegende auto die gefabriceerd wordt in Raamsdonksveer. 

## Banen
Breda International Airport beschikt over één startbaan, namelijk:
| Baan  | Ware peiling | Afmetingen (m)    | Stripafmetingen (m) | Asdruk             | TORA  | TODA  | ASDA  | LDA   |
| ----- | ------------ | ----------------- | ------------------- | ------------------ | ----- | ----- | ----- | ----- |
| 06/24 | 066°/246°    | 830 × 23 (asfalt) | 957 × 80            | 6000 kg / 0,84 MPa | 754 m | 814 m | 832 m | 752 m |

## Bijzonderheden
Vliegveld Seppe is door A. van Campenhout gesticht. Het vliegveld werd in gebruik genomen op 28 augustus 1949 als zweefvliegveld; sinds 14 juli 1969 kunnen motorvliegtuigen gebruikmaken van het vliegveld. In 2002 is de baan van 830 meter verhard. De startbaan is 23 meter breed en de taxibaan is 11 meter breed. Direct naast het vliegveld is een restaurant met uitzicht over de startbaan. Op 1 januari 2008 is het vliegveld geprivatiseerd. Voorheen waren de aandelen in handen van dertien Noord-Brabantse gemeenten en de Kamer van Koophandel West-Brabant.

## Communicatie
De radiofrequentie van Breda International Airport is 120,655.